# Vilim XII. od Auvergnea
Vilim XII. od Auvergnea (fra. Guillaume XII d'Auvergne; ? – Château de Vic-le-Comte, Puy-de-Dôme, 6. kolovoza 1332.) bio je francuski plemić, grof Auvergnea i Boulognea (1325. – 1332.). Njegovi su roditelji bili grof Robert VII. Veliki i njegova prva supruga, gospa Blanka od Clermonta; Vilim je bio njihovo jedino dijete te je naslijedio oca na mjestu grofa, a bio je stariji polubrat Ivana I.

## Brak
Godine 1325. Vilim je oženio Margaretu d’Evreux, polunećakinju francuskog kralja Filipa IV. Lijepog. Njihova je kći bila grofica Ivana I. od Auvergnea (ili Ivana od Boulognea), kraljica supruga Francuske, očeva nasljednica.